# 卡爾彭鄉
44°21′N 23°16′E / 44.350°N 23.267°E
卡爾彭鄉（羅馬尼亞語：Comuna Carpen, Dolj），是羅馬尼亞的鄉份，位於該國西南部，由多爾日縣負責管轄，處於布加勒斯特以西230公里，每年平均降雨量1,015毫米，海拔高度243米，2007年人口2,719。